# 三宅弘
三宅 弘（みやけ ひろし、1953年 - ）は、日本の弁護士。自由人権協会代表理事、第二東京弁護士会会長、日本弁護士連合会副会長、関東弁護士会連合会理事長等を歴任した。

## 人物・経歴
福井県小浜市生まれ。1978年東京大学法学部卒業。1983年弁護士登録。1993年筑波大学大学院経営・政策科学研究科修士課程修了、修士（法学）。1999年情報公開クリアリングハウス理事、内閣府高度情報通信社会推進本部個人情報保護検討部会委員。2004年獨協大学法科大学院特任教授。2008年自由人権協会代表理事。2015年第二東京弁護士会会長、日本弁護士連合会副会長。2018年関東弁護士会連合会理事長。安倍内閣の公文書管理等への批判を行い、共謀罪廃止活動にあたるなどした。2019年7月16日、早稲田大学で開かれた「情報公開と知る権利--今こそ日航123便の公文書を問う」というシンポジウムに登壇。日本航空123便墜落事故を追及するノンフィクション作家で、元日本航空 客室乗務員の青山透子、獨協大学教授の森永卓郎とともに講演している。2023年旭日中綬章受章。

## 著書
- 『MEMOがとれない―最高裁に挑んだ男たち』（ローレンス・レペタ, 山岸和彦, 鈴木五十三, 秋山幹男, 喜田村洋一と共著）有斐閣1991年
- 『解説＆批判個人情報保護法 : プライバシーと表現の自由を守るために』（田島泰彦と共編）明石書店 2003年
- 『新基本法コンメンタール 情報公開法・個人情報保護法・公文書管理法 情報関連7法』（曽我部真裕, 右崎正博, 多賀谷一照, 田島泰彦と共編）日本評論社 2013年
- 『逐条解説特定秘密保護法』（青井未帆, 斉藤豊治, 清水勉, 田島泰彦, 晴山一穂, 村井敏邦と共著）日本評論社 2015年
- 『監視社会と公文書管理 森友問題とスノーデン・ショックを超えて』花伝社 2018年